# SC Koblenz 1900/02
SC Koblenz 1900/02 was een Duitse voetbalclub uit Koblenz uit de Rijnprovincie.

## Geschiedenis
De club werd in 1900 opgericht als FC 1900 Koblenz. In 1920/21 speelde de club in de Rijncompetitie, een van de competities van de West-Duitse voetbalbond. De club werd groepswinnaar en plaatste zich voor de eindronde met verloor beide wedstrijden tegen SC 1894 München-Gladbach en Cölner BC 01. Het aantal clubs in de competitie werd na dit seizoen herleid tot 10 clubs en omdat de clubs uit de regio Keulen en Aken/Mönchengladbach als sterker bevonden werden was er geen plaats voor de clubs uit Koblenz in de hoogste klasse. Het was SpV 1902 Ehrenbreitstein, uit het naburige Ehrenbreitstein, dat pas in 1937 een stadsdeel van Koblenz werd, dat een jaar later promotie kon afdwingen. De club werd echter afgetekend laatste in zowel de heen- als de terugronde van de competitie die van 1922 tot 1924 gespeeld werd. Om een concurrentieel team te kunnen opstellen fuseerden beide clubs tot SC Koblenz 1900/02 en nam de plaats van Ehrenbreitstein over in de Rijncompetitie. De eerste jaren van de fusie waren geen succes. Door een verdere opsplitsing van de competitie in meerdere regionale groepen eindigde de club in 1927 en 1928 in de middenmoot. In 1928/29 werd een nieuwe competitie opgericht voor de clubs uit de regio Koblenz en de club speelde nu in de Middenrijncompetitie. Na twee magere jaren werd de club vicekampioen in 1931 achter FV 1911 Neuendorf. Na nog een derde plaats in 1932 werden ze slechts achtste in 1933.
Na dit seizoen werd de competitie grondig geherstructureerd. De NSDAP kwam aan de macht in Duitsland en voerde de Gauliga in als nieuwe competitie. Uit de Middenrijncompetitie plaatsten zich slechts twee clubs voor de nieuwe Gauliga Mittelrhein, die ondanks een gelijkaardige naam een groter gebied besloeg. Hoewel FV 1911 Neuendorf nog onder SC Koblenz eindigde werd deze club toch toegelaten samen met de kampioen omdat ze de voorgaande vier jaar kampioen geworden waren. SC Koblenz ging in de Bezirksklasse spelen. Er is geen verdere info bekend over de resultaten aldaar. Na de Tweede Wereldoorlog werden alle Duitse voetbalclubs ontbonden. Aangezien er verder niets over de club bekend is mag er vanuit gegaan worden dat, voor zover ze toen nog bestond, de club toen opgeheven werd.